# Dignity
| Оценки критиков      | Оценки критиков |
| Источник             | Оценка          |
| -------------------- | --------------- |
| Allmusic             | [ 1 ]           |
| Billboard            | (+)             |
| Entertainment Weekly | B+              |
| The Guardian         | [ 4 ]           |
| Los Angeles Times    | [ 5 ]           |
| Now                  | [ 5 ] [ 6 ]     |
| PopMatters           | (4/10)          |
| Rolling Stone        | [ 8 ]           |
| Slant Magazine       | [ 9 ]           |
| Sputnikmusic         | [ 10 ]          |

Dignity — четвёртый студийный альбом Хилари Дафф, выпущенный 26 марта 2007 года на лейбле Hollywood Records. После релиза своего второго альбома в личной жизни Дафф произошло много крупных событий, в том числе преследование, развод родителей и расставание с её молодым человеком. Ввиду этих причин, Дафф взялась руководить записью альбома, участвуя в написании всех песен с альбома вместе с её давней подругой и напарницей Карой Диогуарди. Альбом включает 14 песен, из них три песни были выпущены в виде синглов.
Музыкально, Дафф вдохновилась инди-рок группой The Faint и поп-певицами Бейонсе и Гвен Стефани. В отличие от её предыдущих записей в поп-рок жанре, Dignity имеет более танцевальное звучание, хотя по её словам, она не планировала этого при записи альбома. Тексты песен ссылаются на события из жизни Дафф последних лет.
Альбом получил положительные отзывы критиков, Дафф похвалили за участие в написании песен и новое музыкальное направление. Dignity  дебютировал в чарте Billboard 200 с 3-й позиции, что было худшим результатом в её карьере. Одной из причин спада продаж журнал Billboard назвал потерю части фанатов с эволюцией в её музыке. Несмотря на относительно низкие продажи, с альбома вышел самый успешный её американский сингл на данный момент - "With Love", достигший 24-го места в Billboard Hot 100, а также два сингла #1 в танцевальных чартах. Альбом попал в топ-10 чартов большинства стран и был сертифицирован как золотой в США.

## Предыстория
Предыдущий студийный альбом Дафф, Hilary Duff, получил много отрицательных отзывов. Несмотря на 2-е место в Billboard 200, коммерчески, альбом не был так успешен, покинув чарт после 33 недель с продажами около 2 миллионов копий в США.
За 2 года в личной жизни Хилари произошло много изменений. В октябре 2006 года Хилари и её бойфренд Джоэл Мэдден, участник группы Good Charlotte, сообщили о том, что их преследует российский эмигрант Максим Мяковский и его друг. Согласно полицейскому отчету, Мяковский приехал в США только для того, чтобы завести отношения с Дафф. После угрозы убить Хилари они были задержаны. В декабре 2006-го она рассталась с Джоелем, после 2 лет отношений. В то же время её родители после 22 лет брака развелись после измены отца.

## Создание альбома
Хилари сказала о названии альбома: "Я стала старше и более зрелой, чем во время записи предыдущего альбома. Достоинство является тем, над чем вы работаете всю свою жизнь. Я стремлюсь видеть достоинство в людях и в себе. Я верю, что оно всегда есть у меня. Это не то, что вы можете приобрести или отдать, вы сами создаете его. Это то, над чем вы должны постоянно работать". Также она заявила, что во время работы она впервые взяла все в свои руки, так как это было важно для неё в то время.  Она участвовала в написании всех песен с альбома, за исключением "Outside of You", написанной Пинк, Шанталь Кревязюк и Рэйном Мэйда. В интервью Мэйда заявил, что песня была написана для альбома Пинк, но та не записала окончательную версию. Когда Дафф проявила интерес к этому треку, песня была отдана ей. Хилари рассказала о записи альбома:
Во всем альбоме есть я. Я никогда не записывала такой альбом прежде. Я и раньше выбирала музыку, но на этот раз это было так: я садилась и думала, что произошло со мной вчера или сегодня, и я просто писала об этом. Я была шокирована тем, как просто быть честной в песнях о себе, как просто петь вещи, которые затрагивают тебя. Это танцевальная запись, но я хотела, чтобы альбом был серьезным. Я хотела говорить о серьезных вещах, но под музыку, под которую можно встать с места и танцевать.
Большая часть альбома написана дома у Хилари, так как она чувствовала там себя "удобно и свободно". Хилари рассказала, что изначально знала, что хочет записать альбом в сотрудничестве с Карой Диогуарди, с которой она работала ранее, в том числе над синглами Come Clean и Fly. Также причиной совместной работы стал тот факт, что Хилари считала, что её стихи будут идеально дополнены музыкой Диогуарди. Дафф рассказывала: "Я помогала с музыкой, но это не была моя главная обязанность. В основном, я писала тексты песен. Я говорила ей, если мне что-то нравилось, чтобы она написала музыку, а иногда и помогла мне с лирикой. Иногда она говорила, 'Это совсем не подходит', и если я была непреклонна, то мы делали так, чтобы музыка заработала".
Первые сессии для альбома были проведены ещё в 2006-м, во время съемок фильма Material Girls. Для саундтрека альбома Дафф записала 3 песни, среди которых был кавер на песню Мадонны Material Girl и песня Happy, которая звучала в одном из трейлеров. После коммерческого провала фильма саундтрек так и не вышел. Вскоре после этого Хилари вернулась в студию и основательно занялась записью нового альбома.

## Музыка
Как музыкальных вдохновителей, Дафф назвала инди-рок группу The Faint и поп-певиц Бейонсе и Гвен Стефани, критики также отметили отсылки к музыке Джанет Джексон, Depeche Mode, Мадонны и Джастина Тимберлейка. Дафф чувствовала, что танцевальный альбом будет отклоняться от линии поп-рок музыки на предыдущих дисках. "Я не планировала альбом, похожий на это, но его было так легко написать", сказала она. Критики отметили, что музыкальный стиль Dignity - дэнс-рок, новая волна и синти-поп, с влияниями хип-хопа, рок-н-ролла и ближневосточной музыки. Согласно Дафф, альбом - сочетание танцевальной, электронной и рок музыки.
Тексты нескольких песен касаются событий из жизни Дафф между выпусками Hilary Duff и Dignity. Песни "Stranger" и "Gypsy Woman", несмотря на предположение, что они были написаны о новой подруге Мэддена Николь Ричи, были фактически написаны об изменах отца Дафф. Она сказала, что "Stranger" была написана с точки зрения её матери. "Stranger - песня о чувствах моей мамы в отношении папы", сказала она. "Я написала её так, чтобы можно было подумать, что песня о моих бывших отношениях, так как я не хотела, чтобы люди знали о моих родителях. Но я поняла, что многих людей может коснуться то, через что я прошла. Заглавная песня альбома также, как сообщали, была о Ричи, хотя Дафф не отрицала эти слухи. "Dignity - песня, написанная о людях с Голливуда", сказала она. "Я не сказала бы, что это определенно о ней, но эта песня о таких людях, которые поступают так, как она, и действуют способами, которыми она действует". Песня "Danger" была написана об отношениях одного из друзей Дафф с пожилым человеком. "Я понимаю, что чувство желания бывает опасным", сказала она. "Ты можешь понимать, что со стороны нравственности что-то неправильно, но ты не можешь ничего с собой поделать". Она заявила, что песня "Dreamer" была написана об издевательском сталкинге и частично о ситуации с Мяковским.

## Синглы
С альбома было выпущено в общей сложности три сингла. Первый, «Play With Fire», по словам Дафф был первым «тизером» нового музыкального стиля. Хотя песня отличалась от остальных песен с альбома, Дафф считала, что песня отлично описывает танцевальное/электронное/рок звучание нового альбома, чтобы стать заглавным синглом. Хилари объяснила, что песня была выпущена задолго до релиза альбома, «чтобы дать слушателям шанс понять мое новое звучание». Сингл был выпущен на радиостанциях США в августе 2006 года. Клип на песню был снят командой Alex and Martin. Клип стал первым для Хилари, не транслируемым на Disney Channel. Однако из-за отсутствия промоушена и физического релиза, сингл не попал в основной чарт США, достигнув лишь топ-40 танцевального чарта.
«With Love» был выпущен в марте 2007-го как второй сингл. Песня стала большим хитом для Хилари в США, достигнув там 24-й позиции, кроме того песня стала её первым № 1 хитом в танцевальном чарте. Клип на песню снял Matthew Rolston. В видео снялся Келлан Латц. Хилари победила в номинации People’s Choice Лучший Международный артист за видео With Love. Премьера клипа состоялась на TRL 8 февраля 2007 года. Уже через неделю видео стало № 1.
«Stranger» — в июне 2007-го вышел как третий сингл с альбома. Песня добралась до вершины танцевального чарта, но достигла лишь 97-й позиции в Billboard Hot 100. В Великобритании сингл также должен был быть выпущен, но был отменен вместе с европейской частью её тура. Fatima Robinson — режиссёр видео. Хилари считает, что это ещё лучший видеоролик того периода.

### Отмененные релизы
Как и во время выхода предыдущего альбома, многие планы на альбом лейбл Hollywood Records не осуществил. «Never Stop» — первоначально анонсировался как первый сингл с альбома эксклюзивно для радио Disney. Впоследствии релиз был отменен, так как Хилари не хотела, чтобы её ещё что-то связывало с Диснеем. «Dignity» и «Gypsy Woman» — были выпущены для североамериканских радиостанций. Песня «Gypsy Woman» вскоре была выпущена эксклюзивно для iTunes Store. Коммерческого релиза не последовало. «Danger» — после отмены европейского релиза «Stranger» многими изданиями объявлялась как второй/третий сингл.

## Промо

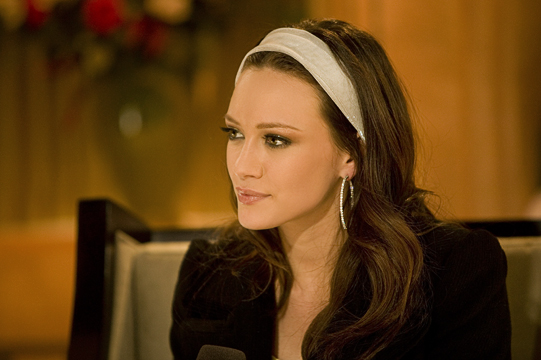
Live at Much in April 2007

Для промокампании альбома Дафф "неустанно работала с целым штатом Hollywood Records". В день выпуска альбома, 3 апреля, MTV представил 2-серийный документальный фильм Hilary Duff: This Is Now. Документалисты следовали за Дафф, когда она готовилась к выпуску Dignity, посещая фотосъемки, интервью, примерочные, репетиции и поездки в Европу.  Чуть раньше, 26 марта, Хилари была ведущей шоу Total Request Live. В рамках промоушена альбома она посетила множество телевизионных шоу, массивная поддержка альбома также обеспечивалась онлайн-сервисами MySpace и Yahoo!.
Сопровождая новый музыкальный стиль Хилари, студия звукозаписи начала продвигать её более зрелый образ. Дафф покрасила свои волосы в темный и поддерживала свой образ сексуальным. Согласно Дафф, она хотела "попробовать новые вещи", но изменение образа "просто произошло. Это не было сознательным изменением. Люди думают, что я так сильно поменялась, потому что они наблюдали, как я росла, но это лишь то, что происходит в нашей обычной жизни". Entertainment Weekly описал новый стиль Дафф как сочетание "темных волос, фарфоровых зубов, люкса и моды-вамп". В середине 2007, параллельно подготовке радио-релиза "Stranger", Дафф появилась на июльских обложках журналов Us Weekly и Shape в бикини, а также на августовской обложке Maxim, сопровождаемого заголовком, что она сменила образ "королевы подростков на секс-символа". Associated Press написали, что более провокационный образ Дафф поможет её синглам набрать господствующие радио-ротации. Гай Зэполеон, радио-консультант и бывший диджей радио Top 40, объяснил, что "у радиостанций есть клеймо на музыку звёзд Диснея; считается, что это музыка для подростков и десятилетних детей" и провокационный образ Хилари "определенно будет иметь положительное влияние на отношение диджеев, которые являются главным образом мужчинами, поскольку Дисней пытается сделать её образ зрелым". Бонусный EP, содержащий пять ремиксов, был выпущен исключительно в американских магазинах Wal-Mart как подарок к альбому.
После слабых продаж альбома Hollywood Records перестали поддерживать какой-либо промоушен для альбома. Так, они отменили европейскую часть её мирового тура, целый ряд релизов, в том числе и DVD и CD версии тура. В 2008-м была выпущена Deluxe-версия альбома с измененным оформлением и DVD с интервью и клипами. Было много планов о переиздании альбома, но позже и этот релиз был отменен.

## Отзывы критиков
Отзывы критиков на Dignity были в основном положительными. Metacritic дал альбому оценку, основанную на 13 отобранных рецензиях, — 61, отмечая большинство благоприятных обзоров. Rolling Stone дал положительный отзыв, чувствуя, что попытка Дафф сделать ориентированный на взрослых альбом была успешна. About.com дал альбому четыре из пяти звезд, назвав Дафф "столь же симпатичным как всегда" и похвалив вклад в написание песен и работу Ричарда Вижена и will.i.am. Allmusic отметил, что альбом был твердо основан на текстах песен. Обзор отметил общие черты между Dignity и FutureSex/LoveSounds Джастина Тимберлейка, отмечая, что Дафф музыкально шла в ногу с модой, но не задавала музыкальные тренды. В то же время в обзоре подвергся критике слабый вокал Дафф, названный "не вокалом взрослой женщины". Billboard похвалил смелое решение Дафф сменить стиль альбома на танцевальный, отмечая непопулярность жанра в то время. "Это - практически что-то прямо из британской музыки, доведенное до совершенства". Entertainment Weekly отметил, что расставание Дафф с Мэдденом помогло открыть её индивидуальность, которая испытывала недостаток в её предыдущей работе.
The Guardian похвалил решение Дафф выбрать более электронное звучание в противоположность подростковой поп-музыке её предыдущей работы, несмотря на сомнительную конкурентоспособность. Они утверждали, что некоторые самые сильные следы альбома конкурировали с песнями Кайли Миноуг. Обзор Sputnikmusic отмечал различные недостатки альбома, в том числе они критиковали тусклое гитарное соло в песне "I Wish" и ребяческий вокал Дафф на альбоме. Однако они заметили, "Несмотря на все недостатки, Dignity - сильный, умно построенный поп-альбом. Как все альбомы этого жанра, не написанные исключительно исполнителем, никогда не бывает ясно, какие части, если таковые имеются, являются словами Дафф, а какие представляют чувства недооцениваемого co-автора; но Dignity, по крайней мере, альбом со стоящими текстами песен". Они похвалили тексты песен каждого трека кроме "Play with Fire", отметив, что это был плохой выбор для заглавного сингла.
IGN дал смешанный обзор Dignity с оценкой 6.9 из 10. Они похвалили более зрелый образ Дафф, но в конечном счете, по их мнению, "Дафф - все еще Дафф, и её музыка это всё еще стандартная поп-музыка". PopMatters отметил, что синтезаторы, используемые на песнях альбома, не замаскировали слабый вокал Дафф. Веб-сайт полагал, что вокал Хилари не был на уровне её ровесниц, таких как Келли Кларксон и Мэнди Мур. "Тем не менее" они добавили, "благодаря обработке, эффектам и уловкам мультитрека, улучшающим её вокал, голос Дафф достаточно, чтобы не заставить обращать внимание на его недостатки". В журнале Slant Magazine было сказано: "Дафф - главным образом просто анонимный голос для продюсеров и авторов песен. Это совершенно приемлемо для танцевального альбома; однако, озорные, изворотливые или недовольные вокальные способности и сексуальная привлекательность, которые делают других див танцевальной музыки жизнеспособными исполнительницами, у Дафф не существуют". Обзор веб-сайта утверждал, что альбом был не очень интересным, и отметил, что "Outside of You" была самой яркой песней на Dignity.

## Коммерческий успех
Альбом был выпущен 3 апреля 2007 года. Он дебютировал на 3-м месте Billboard 200 с продажами 144 тыс. копий. Это худший дебют в чарте для Хилари, предыдущие её альбомы были проданы тиражом более 200 тыс. копий в первую неделю и занимали 1-ю или 2-ю позиции. Журнал Billboard прокомментировал эту ситуацию так: "Эволюция Дафф в образе и музыке... привела к потере некоторых её молодых поклонников". В июле 2007-го альбом был сертифицирован золотым. В Великобритании альбом занял 25-ю позицию с продажами 8 тыс копий. В Канаде альбом стал первым для Хилари, не добравшимся до вершины чарта, достигнув лишь 3-й позиции с продажами 20 тыс копий. В ответ Дафф сказала, что она "не могла быть более счастливой" и чувствовала себя удачливой, что Dignity продало конечную сумму, отмечая упадок рынка продаж и умеренные продажи других альбомов на той неделе. Альбом дебютировал на 17-м месте австралийского альбомного чарта с продажами 2,300 копий. Herald Sun сравнил продажи альбома на второй неделе со "смертью в воде". В Италии альбом получил золотую сертификацию за продажи свыше 40,000 копий.

## Список композиций
| №                   | Название             | Автор(ы)                                                          | Продюсер(ы)                     | Длительность |
| ------------------- | -------------------- | ----------------------------------------------------------------- | ------------------------------- | ------------ |
| 1.                  | «Stranger»           | Hilary Duff Kara DioGuardi Vada Nobles Derrick Haruin Julius Diaz | Nobles Haruin Logic             | 4:10         |
| 2.                  | «Dignity»            | Hilary Duff DioGuardi Chico Bennett Richard Vission               | Bennett Vission                 | 3:12         |
| 3.                  | «With Love»          | Hilary Duff DioGuardi Nobles Diaz                                 | Nobles Logic                    | 3:01         |
| 4.                  | «Danger»             | Hilary Duff DioGuardi Nobles Mateo Camargo Diaz                   | Nobles Camargo Logic [a]        | 3:31         |
| 5.                  | «Gypsy Woman»        | Hilary Duff Haylie Duff Ryan Tedder                               | Tedder                          | 3:14         |
| 6.                  | «Never Stop»         | Hilary Duff DioGuardi Bennett Vission                             | Bennett Vission Victor Gonzalez | 3:13         |
| 7.                  | «No Work, All Play»  | Hilary Duff DioGuardi Greg Wells                                  | Wells DioGuardi                 | 4:17         |
| 8.                  | «Between You and Me» | Hilary Duff DioGuardi Bennett Vission                             | Bennett Vission                 | 3:05         |
| 9.                  | «Dreamer»            | Hilary Duff DioGuardi "Fredwreck" Nassar                          | Nassar DioGuardi                | 3:10         |
| 10.                 | «Happy»              | Hilary Duff DioGuardi Mitch Allan Rhett Lawrence                  | Bennett Vission                 | 3:28         |
| 11.                 | «Burned»             | Hilary Duff DioGuardi Nassar                                      | Nassar DioGuardi                | 3:21         |
| 12.                 | «Outside of You»     | Alecia Moore Chantal Kreviazuk Raine Maida                        | Bennett Vission Maida           | 4:03         |
| 13.                 | «I Wish»             | Hilary Duff DioGuardi Tim Kelley Bob Robinson                     | Tim & Bob                       | 3:51         |
| 14.                 | «Play with Fire»     | Hilary Duff DioGuardi Lawrence Will I Am                          | Lawrence                        | 3:00         |
| Общая длительность: | Общая длительность:  | Общая длительность:                                               | Общая длительность:             | 47:16        |

| №                   | Название                    | Автор(ы)                                 | Продюсер(ы)         | Длительность |
| ------------------- | --------------------------- | ---------------------------------------- | ------------------- | ------------ |
| 15.                 | «Play with Fire» (Rock Mix) | Hilary Duff DioGuardi Lawrence Will I Am | Lawrence            | 3:01         |
| 16.                 | «Stranger» (Vada Mix)       | Hilary Duff DioGuardi Nobles Haruin Diaz | Nobles Haruin Logic | 4:11         |
| Общая длительность: | Общая длительность:         | Общая длительность:                      | Общая длительность: | 55:48        |

| №                   | Название                            | Режиссёр(ы)         | Длительность |
| ------------------- | ----------------------------------- | ------------------- | ------------ |
| 1.                  | «At Home with Hilary»               |                     | 32:41        |
| 2.                  | «Why Not» (Music Video)             | Elliott Lester      | 3:06         |
| 3.                  | «So Yesterday» (Music Video)        | Chris Applebaum     | 3:34         |
| 4.                  | «Come Clean» (Music Video)          | Dave Meyers         | 3:32         |
| 5.                  | «Our Lips Are Sealed» (Music Video) | Applebaum           | 2:41         |
| 6.                  | «Fly» (Music Video)                 | Applebaum           | 3:55         |
| 7.                  | «Wake Up» (Music Video)             | Marc Webb           | 3:39         |
| 8.                  | «Beat of My Heart» (Music Video)    | Phil Harder         | 3:10         |
| 9.                  | «Play with Fire» (Music Video)      | Alex and Martin     | 3:02         |
| 10.                 | «With Love» (Music Video)           | Matthew Rolston     | 3:07         |
| Общая длительность: | Общая длительность:                 | Общая длительность: | 62:26        |

| №   | Название                            | Режиссёр(ы)     | Длительность |
| --- | ----------------------------------- | --------------- | ------------ |
| 1.  | «At Home with Hilary»               |                 | 32:41        |
| 2.  | «Why Not» (Music Video)             | Lester          | 3:06         |
| 3.  | «So Yesterday» (Music Video)        | Applebaum       | 3:34         |
| 4.  | «Come Clean» (Music Video)          | Meyers          | 3:32         |
| 5.  | «Our Lips Are Sealed» (Music Video) | Applebaum       | 2:41         |
| 6.  | «Fly» (Music Video)                 | Applebaum       | 3:55         |
| 7.  | «Wake Up» (Music Video)             | Webb            | 3:39         |
| 8.  | «Beat of My Heart» (Music Video)    | Harder          | 3:10         |
| 9.  | «Play with Fire» (Music Video)      | Alex and Martin | 3:02         |
| 10. | «With Love» (Music Video)           | Rolston         | 3:07         |
| 11. | «Hilary Duff x Leslie Key»          |                 |              |
| 12. | «Making of Photo Book»              |                 |              |

## Dignity Remix
Dignity Remix - EP, выпущенный для онлайн-загрузки 6 августа 2007 года, а ранее как эксклюзивный CD для магазинов Walmart. На нём были представлены 3 ремикса Ричарда Вижена на песни Дафф с альбома Dignity, а также танцевальный ремикс на песню "Come Clean".
Tracklist
| №                   | Название                                 | Автор(ы)                                              | Producer(s)         | Длительность |
| ------------------- | ---------------------------------------- | ----------------------------------------------------- | ------------------- | ------------ |
| 1.                  | «With Love» (Richard Vission Remix)      | Hilary Duff, Kara DioGuardi, Vada Nobles, Julius Diaz | Nobles, Logic       | 3:41         |
| 2.                  | «Play with Fire» (Richard Vission Remix) | Duff, DioGuardi, Lawrence                             | Will I Am           | 3:43         |
| 3.                  | «Dignity» (Richard Vission Remix)        | Duff, DioGuardi, Nobles, Diaz                         | Nobles, Logic       | 2:53         |
| 4.                  | «Play with Fire» (Vada Mix)              | Duff, DioGuardi, Lawrence                             | Will I Am           | 3:07         |
| 5.                  | «Come Clean» (Dance Mix)                 | DioGuardi, John Shanks                                | Shanks              | 3:07         |
| Общая длительность: | Общая длительность:                      | Общая длительность:                                   | Общая длительность: | 13:21        |

## Над альбомом работали
| - Chico Bennett – продюсер - Mateo Camargo – продюсер - Kara DioGuardi – продюсер - Hilary Duff – исполнительный продюсер, вокалист и бэк-вокалист - Víctor González – продюсер - Tim & Bob – продюсер - Jason Groucott – микширование - Derrick Harvin – продюсер - Richard "Segal" Huredia – микширование - Alain Johannes – микширование - Enny Joo – дизайн - Rhett Lawrence – продюсер, микширование | - Logic – продюсер, микширование - Raine Maida – продюсер - Manny Marroquin – микширование - Andrew McPherson – фото - Fredwreck – продюсер, микширование - Vada Nobles – продюсер, микширование - Andre Recke – исполнительный продюсер, менеджмент - Dave Snow – креативный продюсер - Ryan Tedder – продюсер - Richard Vission – продюсер - Greg Wells – продюсер - will.i.am – композитор |

## Чарты и сертификации
| Чарты (2007)             | Чарты (2007) |
| Чарт                     | Место        |
| ------------------------ | ------------ |
| Argentinian Albums Chart | 15           |
| Australian Albums Chart  | 17           |
| Canadian Albums Chart    | 3            |
| Colombian Album Chart    | 1            |
| French Albums Chart      | 133          |
| Irish Albums Chart       | 10           |
| Italian Albums Chart     | 8            |
| Japanese Albums Chart    | 12           |
| Mexican Albums Chart     | 22           |
| New Zealand Albums Chart | 31           |
| Spanish Albums Chart     | 12           |
| Swiss Albums Chart       | 64           |
| UK Albums Chart          | 25           |
| US Billboard 200         | 3            |
| US Digital Albums        | 4            |

| Сертификации  | Сертификации |
| Страна        | Организация  |
| ------------- | ------------ |
| United States | Золото       |
| Italy         | Золото       |
| Ireland       | Золото       |

## История релиза
| Страна         | Дата           | Издание              | Лейбл             |
| -------------- | -------------- | -------------------- | ----------------- |
| Великобритания | 26 марта, 2007 | Стандартное (CD)     | EMI               |
| Япония         | 28 марта, 2007 | Стандартное (CD)     | Avex Trax         |
| Япония         | 28 марта, 2007 | Специальное (CD+DVD) | Avex Trax         |
| Германия       | 30 марта, 2007 | Стандартное (CD)     | EMI               |
| Германия       | 30 марта, 2007 | Делюкс (CD+DVD)      | EMI               |
| США            | April 3, 2007  | Стандартное (CD)     | Hollywood Records |
| США            | April 3, 2007  | Делюкс (CD+DVD)      | Hollywood Records |